# 羊たちの沈没
『羊たちの沈没』（ひつじたちのちんぼつ、原題：The Silence of the Hams）は、1994年のイタリア、アメリカ合作のコメディ映画。

## 概要
映画、『羊たちの沈黙』や『サイコ』を題材に、FBI捜査官が猟奇殺人鬼を追うという筋書きになってはいるものの、全編を通して様々な映画のパロディを寄せ集めた内容に仕上げている。
映画中には、ジョン・ランディス、メル・ブルックス、ジョン・カーペンター、ジョー・ダンテといった著名人がゲストで登場している。

## キャスト
※括弧内は日本語吹替
- アントニオ・モーテル - エッジオ・グレッジオ（谷口節）
- アニマル・カンニバル・ピザ博士 - ドム・デルイーズ（渡部猛）
- ジョー・ディー・フォスター - ビリー・ゼイン（中村秀利）
- リリー・ワイン - ジョアンナ・パクラ（深見梨加）
- ジェーン・ワイン - シャーリーン・ティルトン（高田由美）
- マーティン・バルサム探偵 - マーティン・バルサム（飯塚昭三）
- ピート・パトリッド警部 - スチュアート・パンキン（島香裕）
- 巡査部長 - ラリー・ストーチ（矢田耕司）
- レンジャー - ジョン・アスティン（塚田正昭）
- アントニオの母 - シェリー・ウィンタース（火野カチコ）

## スタッフ
- 製作総指揮：エッジオ・グレッジオ
- 製作：エッジオ・グレッジオ、ジュリー・コーマン
- 監督・脚本：エッジオ・グレッジオ
- 音楽：パーマー・フューラー
- 撮影：ジャック・ヘイトキン